# Мессианизм
Мессиани́зм (Мессиа́нство, от др.-евр. מָשִׁיחַ‬ (машиах) — «помазанник») — религиозное учение о грядущем пришествии в мир божьего посланца — мессии, призванного установить справедливость, мир, покой на земле. Мессианизм встречается в ряде мировых религий, является характерной чертой авраамических религий.
В современном религиоведении считается, что причины возникновения мессианизма связаны с нерешённостью социальных проблем, потерей надежды на лучшее будущее и т. д. Мессианизм находил благоприятную почву среди народов, этноконфессиональных групп, подвергшихся гонениям и преследованиям. Например, проповедь мессианства в иудаизме усиливалась тогда, когда еврейское государство было разрушено, а евреи находились в плену в Египте и Вавилоне.
Мессианизм был привлекателен и для христиан в период преследований в Римской империи. Согласно христианской эсхатологии, грядет Второе пришествие мессии (Иисуса Христа), который произведёт Страшный суд — накажет грешников и наградит праведников. Идеи мессианизма присутствуют и в исламе, особенно среди шиитов. Шиитское меньшинство испытывало гонения во многих странах. Мессианские ожидания появления Махди в шиитском учении, помимо общего для мусульман ожидания пророка Исы, связывались с народными чаяниями об установлении царства справедливости на земле.